# Castillo de Mazzè
El Castillo de Mazzè (Castello di Mazzè en italiano) es un antiguo castillo situado en el pueblo piamontés de Mazzè en el norte de Italia.

## Historia
El castillo perteneció a la familia Valperga durante setecientos años, hasta su extinción en el 1840.
El edificio ha sido restaurado varias veces durante su historia. Hay que recordar especialmente los trabajos cumplidos por el arquitecto Giuseppe Valati Bellini en el siglo XIX, que dieron al castillo las formas neogóticas actuales.